# 박승효
박승효(朴勝孝, 1933년 ~ )는 대한민국의 기업인, 전문 경영인이다. 1969년 선경합섬의 창립 초기에 평사원으로 입사하여 상무, 이사, 전무이사와 선경그룹 계열사인 요트제조부문 선경머린 대표이사 등을 역임했다. 그밖에 신풍제지 대표이사, 동국무역 전자사업부문(동국종합전자) 대표이사, 엔씨에스시스템 공동대표 등 전문 경영인으로 활동했다.

## 약력
- 경북 대구 출신
- 1957년 대한전선 입사[1]
- 화신산업 근무[1]
- 효성물산 근무
- 1969년 선경합섬 창립 초에 입사[2], 평사원으로 근무하였다.
- 경기여자고등학교 교사
- 1971년 선경합섬 영업담당 이사[1]
- 선경합섬 이사[3]
- 1973년 선경합섬 상무
- 1974년 6월 25일 정부에서 11개 대기업의 무허가 독극물제조를 적발, 11개 기업체 대표를 소환할 때 그는 사주 최종건을 대신하여 소환, 조사에 응하였다.[4]
- 1974년 [[7월 2일 선경합섬 상무[5][6]
- 1974년 9월 17일 선경합섬 전무이사사(폴리에스테르편사 부문)
- 1974년 4월 3일 선경합섬 전무이사(폴리에스테르원사판매부, SF판매부, 판매촉진부담당 부문 겸임[7])
- 1975년 4월 17일 선경합섬 전무이사(판매촉진부 부문)
- 1975년 11월 1일 건설공제조합 검사역[8]
- 1976년 4월 1일 선경합섬 상무, 폴리에스테르원사, 원면 판매및 판촉담당[9]
- 1976년 10월 1일 선경합섬 판매사업본부 본부장[10]
- 1978년 1월 27일 선경합섬 전무이사[11], 판매본부 본부장
- 1978년 5월 22일 선경머린요트 대표이사 사장[12]
- 1979년 4월 22일 신풍제지 사장
- 1979년 6월 22일 동국종합전자 대표이사 사장[13]
- 1981년 7월 21일 한국전자진흥회 이사[14]
- 1990년 7월 27일 엔씨에스시스템 공동대표[15]

## 학력
- 경북고등학교
- 고려대학교 상과대학[1]

## 가족 관계
- 부인 한이정(韓二禎)
  - 2남 1녀